# Сејфти Харбор (Флорида)
Сејфти Харбор (енгл. Safety Harbor) град је у америчкој савезној држави Флорида. По попису становништва из 2010. у њему је живело 16.884 становника.

## Демографија
Према попису становништва из 2010. у граду је живело 16.884 становника, што је 319 (1,9%) становника мање него 2000. године.
| Група             | 2000.          | 2010.          |
| Белци             | 15.390 (89,5%) | 14.406 (85,3%) |
| Афроамериканци    | 712 (4,1%)     | 760 (4,5%)     |
| Азијати           | 289 (1,7%)     | 440 (2,6%)     |
| Хиспаноамериканци | 628 (3,7%)     | 974 (5,8%)     |
| Укупно            | 17.203         | 16.884         |